# Leutenheim
Leutenheim es una localidad y  comuna francesa, situada en el  departamento de Bajo Rin, en la región de  Alsacia.

## Demografía
| 701 | 709 | 711 | 730 | 669 | 788 |
| Para los censos de 1962 a 1999 la población legal corresponde a la población sin duplicidades (Fuente: INSEE [Consultar]) |     |     |     |     |     |

## Patrimonio
Diversos elementos de la Línea Maginot:

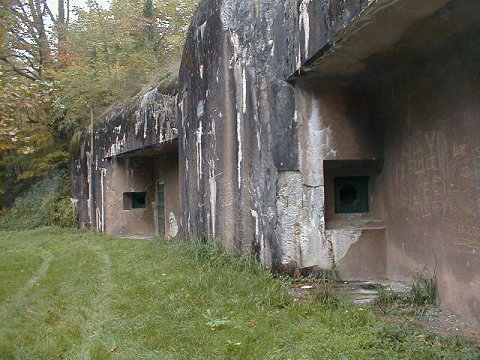
Refugio de Heidenbuckel.

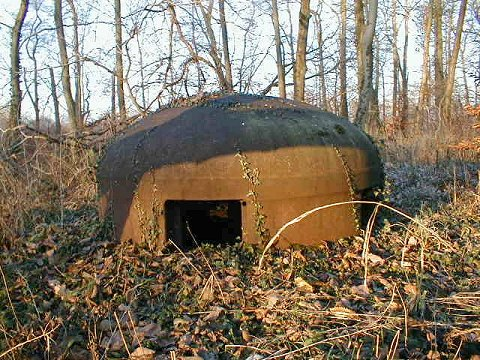
Casemate de heidenbuckel.

- Refugio de Heidenbuckel

- Casamata du Heidenbuckel